# Grande moschea di Tirana
La Grande moschea di Tirana (in lingua albanese: Xhamia e Madhe e Tiranës) o moschea Namazgâh (Xhamia e Namazgjasë) è una moschea in costruzione a Tirana, capitale dell'Albania, destinata a diventare la più grande moschea dei Balcani.

## Storia
Dalla caduta del comunismo in Albania, nel 1991, i musulmani di Tirana si sono più volte lamentati perché, se nel frattempo erano state costruite due chiese (una per i cattolici e una per gli ortodossi), per i musulmani mancava un luogo di culto di dimensioni adeguate, nonostante il 70% circa della popolazione di Tirana sia di fede musulmana. Infatti la moschea più grande presente in centro città (la moschea Et'hem Bey) poteva ospitare al massimo sessanta fedeli e molti erano costretti a pregare in strada.
Nel 1992 l'allora presidente Sali Berisha pose la prima pietra della moschea costruita nei pressi di piazza Namazgja, ma il progetto venne bloccato per l'opposizione di Pjeter Arbnori, politico di area cattolica. La decisione di costruire la moschea, infine, venne presa dal sindaco Edi Rama, nel 2010.
La moschea avrà minareti alti 50 metri, mentre l'altezza della cupola centrale si attesterà intorno ai 30 metri.